# أولاد موسى (بني ورى)
أولاد موسى هو دُوَّار يقع بجماعة جابرية، إقليم سيدي بنور، جهة الدار البيضاء سطات في المملكة المغربية. ينتمي الدوّار لمشيخة بني ورى التي تضم 19 دوار. يقدر عدد سكانه بـ 877 نسمة حسب الإحصاء الرسمي للسكان والسكنى لسنة 2004.

## روابط خارجية
- البوابة الوطنية للجماعات الترابية
- المندوبية السامية للتخطيط